# Ансельми, Микеланджело
Микеланджело Ансельми (итал. Michelangelo Anselmi; 1492, Лукка — 1556, Парма) — итальянский живописец периода маньеризма эмилианской школы. Работал главным образом в Парме.

## Биография
О жизни художника сохранилось мало сведений. Он родился в Тоскане, вероятно, в Лукке, в семье древнего лангобардского происхождения, известной как Ансельми ди Кардано. Переехал в Сиену около 1500 года, где впервые упоминается в 1511 году в качестве живописца. Вероятно, был учеником Содомы и Бартоломео Нерони, испытал влияние Доменико Беккафуми.
Около 1515 года он отправился в Парму, родной город своего отца Антонио, и документально зафиксирован там в 1520 году в качестве живописца. С этого года Ансельми работал в Парме, за исключением краткого пребывания в Венеции в 1538 году, в 1542 году в Мантуе, в 1544 году в Сиене и в 1546 году снова в Венеции.
В Парме Микеланджело Ансельми писал фрески, в том числе в церкви Сан-Джованни Евангелиста (1522—1523), одновременно с работой Пармиджанино в боковых капеллах и Корреджо в куполе; и в городском Соборе («Священное собеседование», 1526). Примерно в 1530 году он написал алтарный образ «Мадонна со святыми Себастьяном и Рохом» (ныне находится в Национальной галерее в Парме). Ансельми также написал «Крещение Христа» для церкви Сан-Просперо в Реджо-Эмилии. Художник также написал образ «Мадонны с Младенцем во славе между святыми Стефаном и Иоанном Крестителем» (ок.1535) для церкви Святого Стефана, захваченной французами в 1803 году (теперь находится в Лувре). Другие работы включают фрески коллегиальной церкви Сан-Бартоломео-Апостоло в Буссето (Эмилия-Романья, 1538).
Вместе со своим современником Рондани он написал серию фресок на тему «Жизнь Девы Марии» для Оратория-делла-Кончеционе (Непорочного зачатия) в Парме. Ансельми также написал картину «Святое семейство со святой Варварой» (ок. 1540; хранится в Национальной галерее Пармы). В 1541 году он украсил апсиду церкви Санта-Мария-делла-Стекката в Парме фреской «Коронование Девы Марии со святыми» по рисунку не Пармиджанино, который работал над этой задачей, а Джулио Романо. Он также написал «Поклонение волхвов и четырёх пророков» (1554—1556), которое после смерти Ансельми завершил Бернардино Гатти.

## Галерея

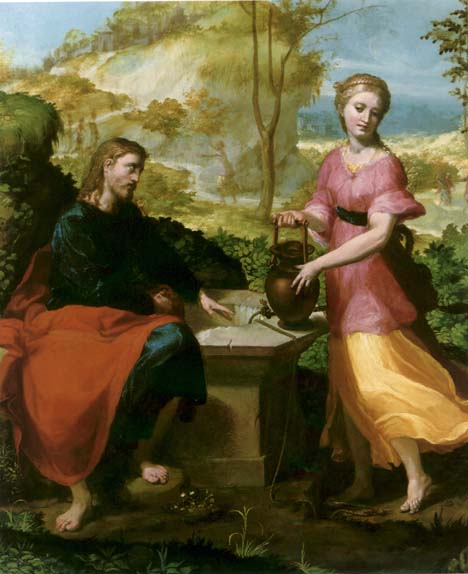
Христос и самаритянка. 1550. Холст, масло. Музей искусств и наук Лакевьева, Пеория, Иллинойс, США
Мадонна с Младенцем во славе между святыми Стефаном и Иоанном Крестителем. Ок.1535. Дерево, масло. Лувр, Париж
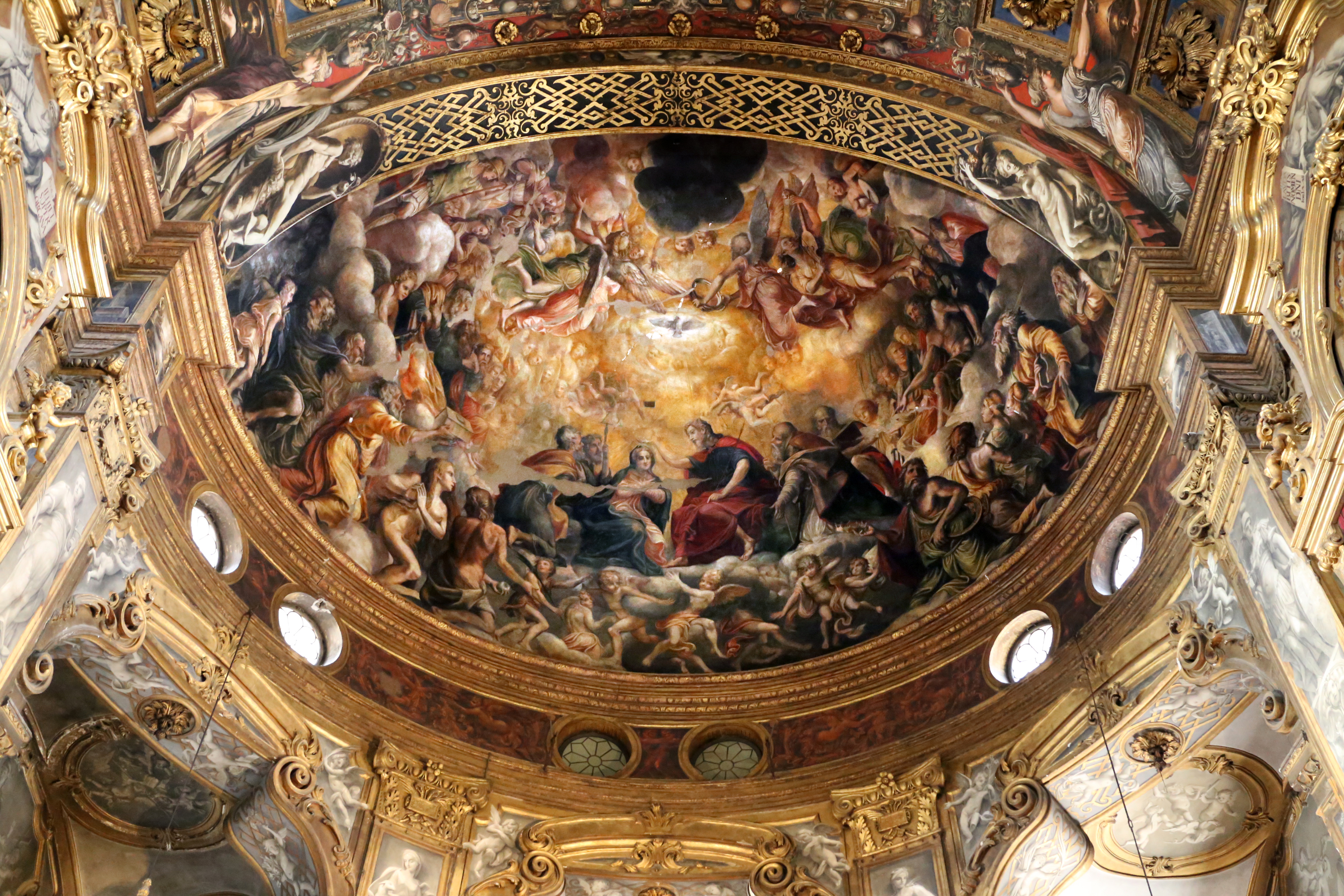
Коронование Девы Марии со святыми (по рисунку Джулио Романо). 1541. Фреска конхи апсиды церкви Санта-Мария-делла-Стекката, Парма
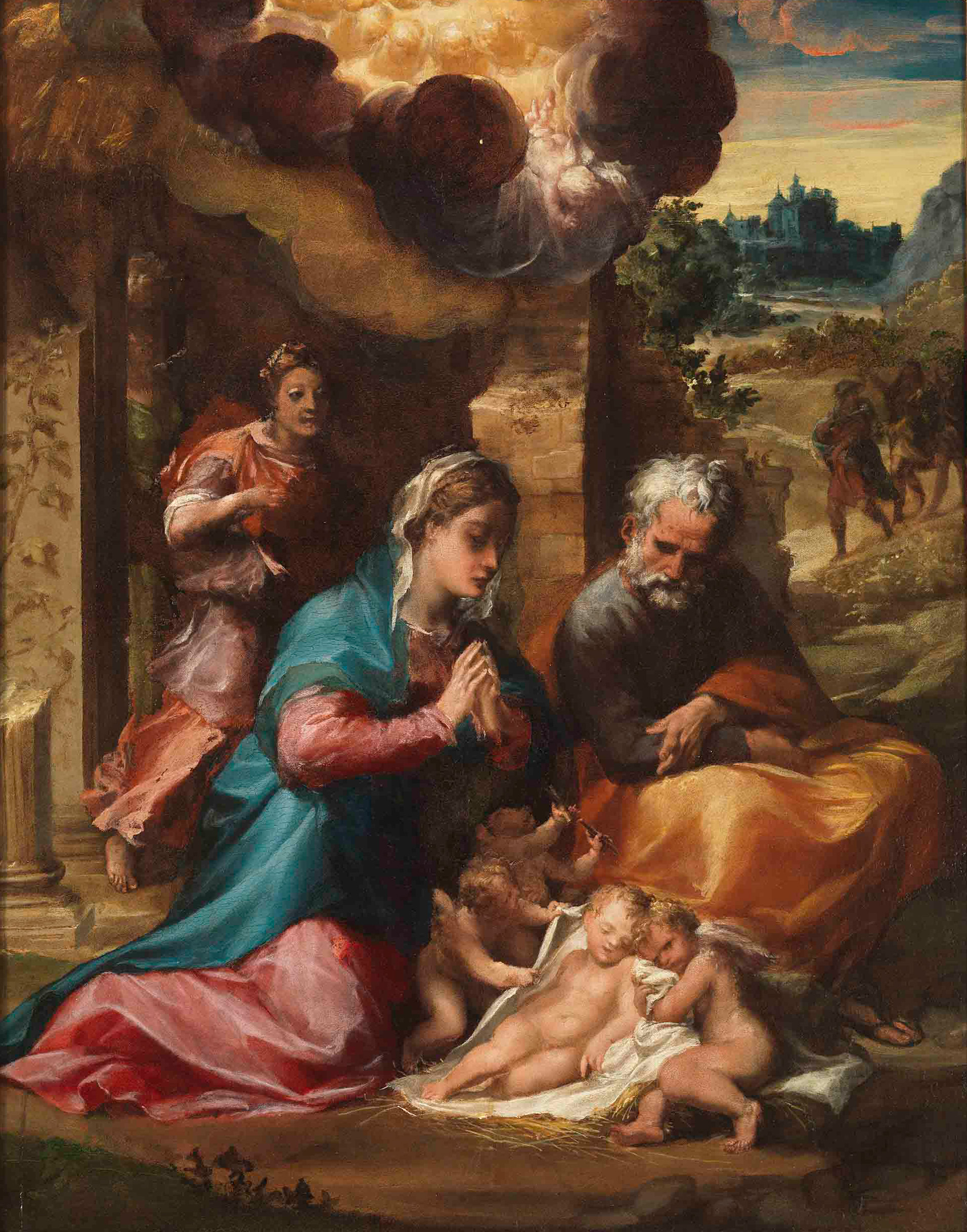
Рождество. Между 1500 и 1530. Холст, масло. Галерея Каподимонте, Неаполь
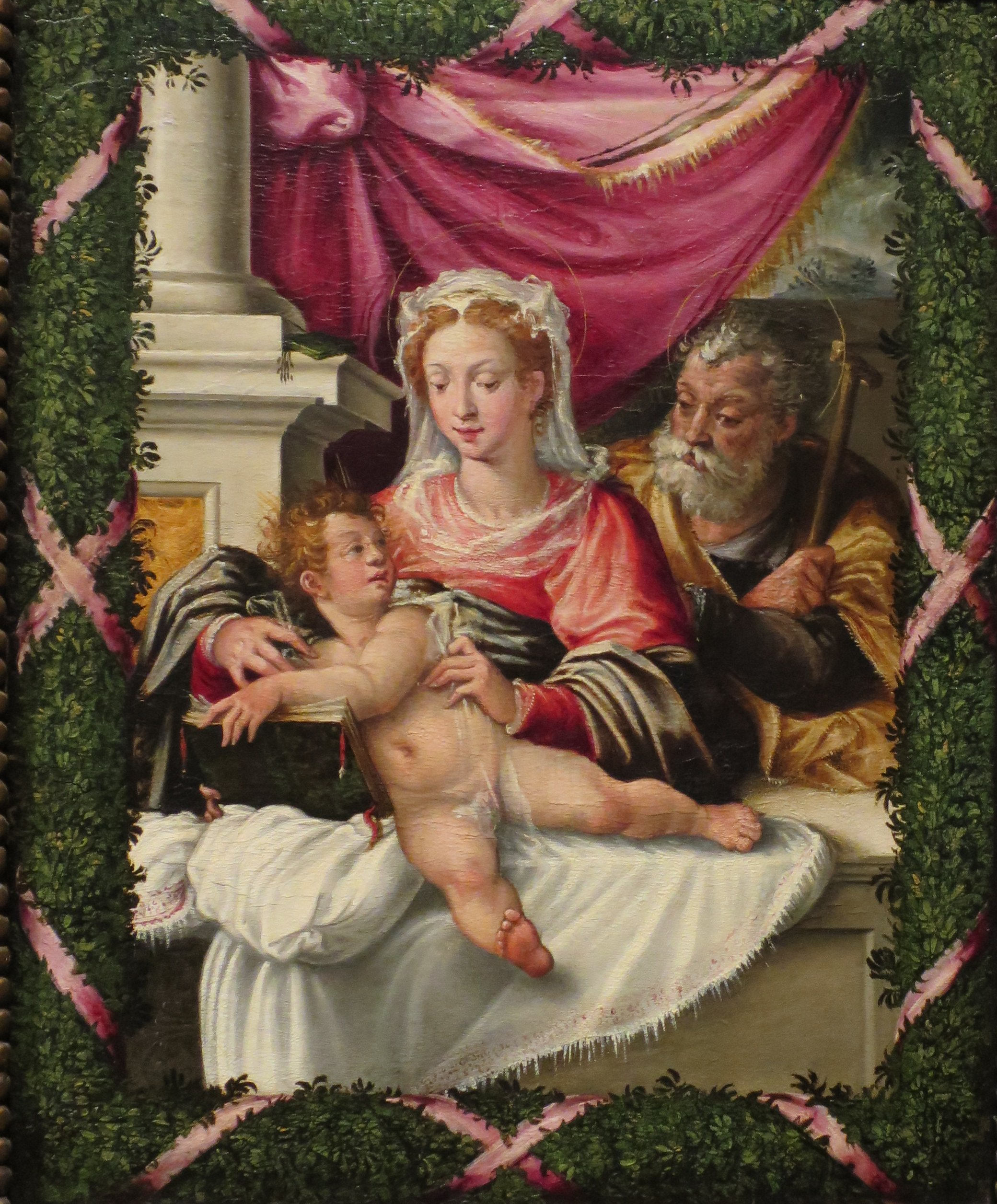
Святое семейство (атрибутируется). Металл, масло. Институт искусств, Дейтон, Огайо, США
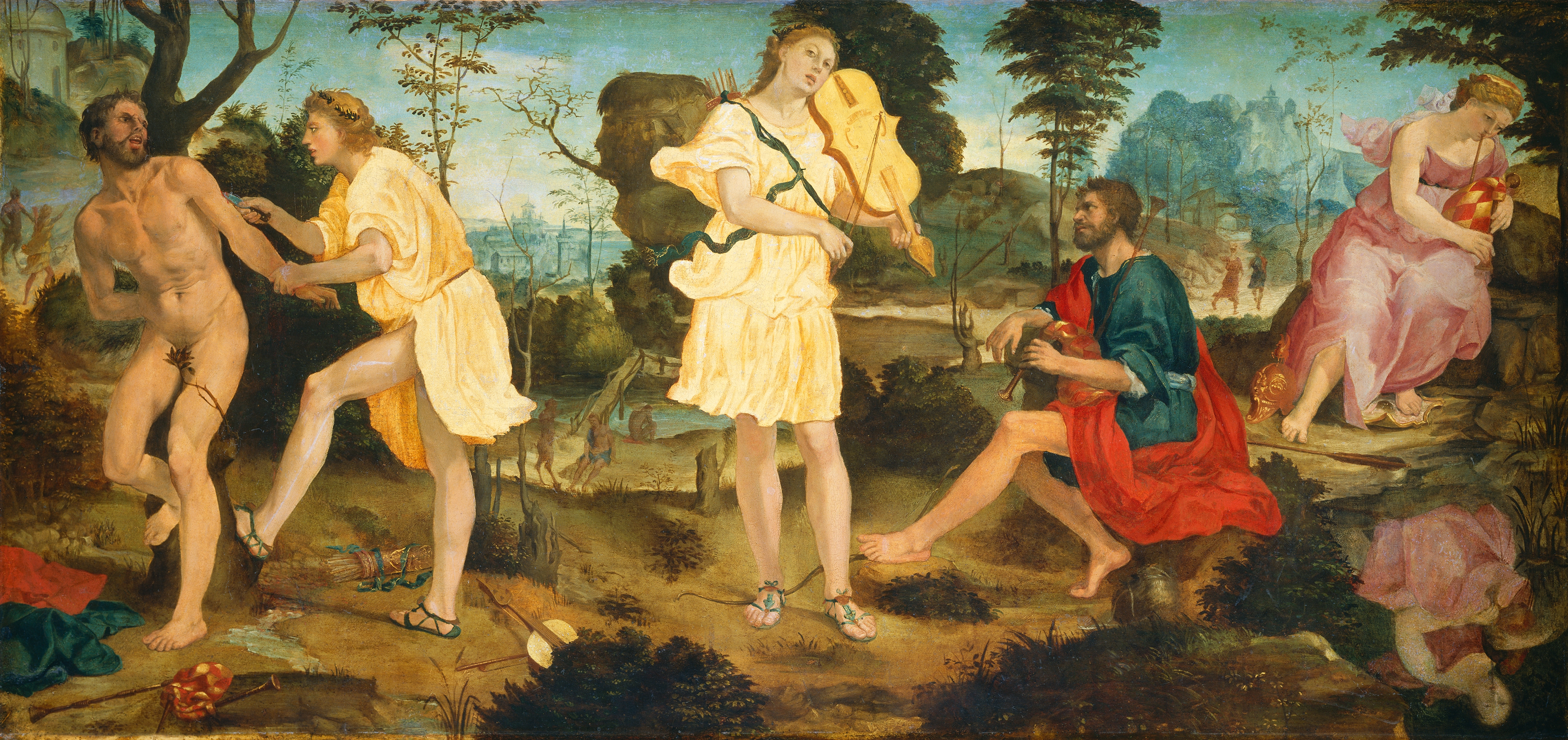
Состязание Аполлона и Марсия. 1540. Дерево, масло. Национальная галерея искусства, Вашингтон